# Bhimarayanagudi
Bhimarayanagudi è una città dell'India di 4.791 abitanti, situata nel distretto di Gulbarga, nello stato federato del Karnataka. Si trova a circa 4 km a nord della città di Shahpur, per strada. In base al numero di abitanti la città rientra nella classe VI (meno di 5.000 persone).

## Geografia fisica
La città è situata a 16° 44' 25 N e 76° 47' 44 E.

## Società

### Evoluzione demografica
Al censimento del 2001 la popolazione di Bhimarayanagudi assommava a 4.791 persone, delle quali 2.457 maschi e 2.334 femmine. I bambini di età inferiore o uguale ai sei anni assommavano a 577, dei quali 299 maschi e 278 femmine. Infine, coloro che erano in grado di saper almeno leggere e scrivere erano 3.530, dei quali 2.011 maschi e 1.519 femmine.